# Al-Altan
Al-Altan, également connue sous le nom d'Il-Alti, Altalun et Altaluqan, née en 1196 et morte en 1246, est la plus jeune enfant et la fille préférée de Gengis Khan, fondateur de l'Empire mongol, et de Börte, sa principale épouse. Elle est mariée à Barchuq (en), le dirigeant du riche peuple ouïghour du sud-ouest, vers 1211.
Al-Altan est présente lorsqu'Ögedei meurt après une longue beuverie en 1241. La rumeur prétend qu'elle l'a empoisonné et elle reste suspectée jusqu'à l'accession au trône de son neveu Güyük Khan, cinq ans plus tard. Peu de temps après, Al-Altan est jugée et exécutée par le général Eljigidei (en). Bien que les récits de sa vie et de sa mort soient largement supprimés, les chroniques officielles étant contraintes d'exciser ou d'obscurcir des détails potentiellement gênants, l'injustice de l'exécution d'Al-Altan devient un sujet de discorde majeur durant l'accession au pouvoir de Möngke, lorsque Eljigidei et ses accusateurs survivants sont traqués et tués.

## Biographie

### Jeunesse et mariage
La mère d'Al-Altan, Börte, est une Onggirat, qui vit le long de la chaîne de montagnes du Grand Khingan au sud de la rivière Argoun, dans l'actuelle Mongolie intérieure. Elle épouse un chef mongol nommé Temüjin après sept ans de fiançailles,,. Au cours des vingt années suivantes, Börte donne naissance à neuf enfants : quatre fils nommés Djötchi, Djaghatai, Ögedei et Tolui, et cinq filles nommées Qojin, Checheyigen, Alaqa, Tümelün et Al Altan, la plus jeune. Après cette dernière naissance vers 1196, les enfants ultérieurs de Temüjin proviennent d'autres femmes qu'il épouse, mais celles-ci restent toujours inférieures en statut à Börte et à ses enfants.
En 1206, Temujin devient Gengis Khan. Ses filles jouent un rôle important dans sa politique extérieure avec des dirigeants masculins importants. Il les marie afin de garantir leur soumission et leur loyauté sans devoir entrer en conflit. Al-Altan et ses sœurs assument des rôles administratifs importants dans les cours des dirigeants auxquels elles sont marier, en plus de servir de lien entre leur père et ses nouveaux gendres vassaux,. Selon la version de l'Histoire secrète des Mongols, Al-Altan aurait en réalité épousé son grand-oncle Olar, seigneur Olqunu'ut, en 1206, puis après sa mort elle se serait remariée avec son fils Taichu. Cependant cette version est fortement remise en question par les historiens modernes qui signalent des incohérences et une réécriture historique.
En 1209, Barchuq (en), le prince (idiqut) des ouïghour du sud-ouest, renie son suzerain Qara Khitai en Asie centrale. En quête de protection, il améliore ses relations avec Gengis Khan et l'aide notamment à déloger ses ennemis Merkit. En 1211, ses efforts sont récompensés lorsque Gengis Khan le fiance à Al-Altan, alors âgée d'environ quinze ans et considérée comme sa fille préférée,,.

### Fin de vie et mort

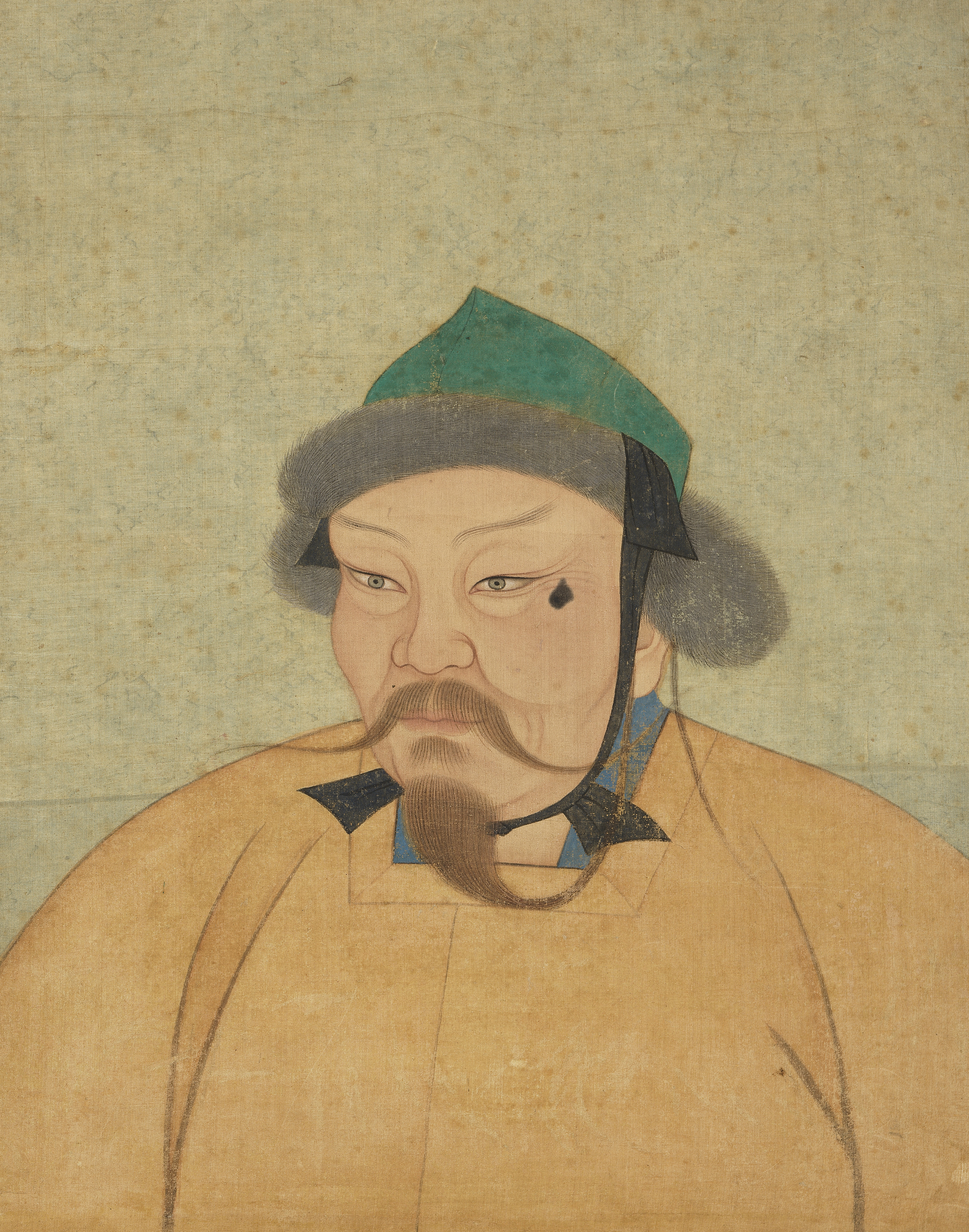
Un portrait de la dynastie Yuan d'Ögedei, le frère d'Al-Altan qu'elle aurait empoisonné.

En 1241, Ögedeï, le fils qui succède à Gengis Khan, meurt durant une beuverie qui entraîne un empoisonnement alcoolique ou une insuffisance d'organe,. Des rumeurs commencent à circuler selon lesquelles il aurait été empoisonné, visant deux femmes importantes qui ont assisté à la fête fatale. La première, Ibaqa Beki, une ancienne épouse de Gengis, avait servi comme échanson et est immédiatement suspectée ; elle est cependant innocentée après avoir été défendue par l'éminent général Eljigidei (en). La deuxième suspecte est Al-Altan.
On ne sait pas avec certitude pour quelle raison elle est présente lors de cette fête et non sur les terres ouïghoures. Une théorie, privilégiée par des historiens tels que Thomas T. Allsen et Anne F. Broadbridge, émet l'hypothèse que sous Ögedei, les Mongols commencent à interférer avec l'administration et la fiscalité de l'État ouïghour auparavant semi-autonome. Ce processus aurait accru le contrôle impérial aux dépens d’Al-Altan et de sa famille,,. [Broadbridge soutient qu'Al-Altan s'est peut-être rendue à la cour d'Ögedei pour protester contre l'empiétement impérial depuis le décès de son mari. Après la mort d'Ögedei, sa femme Töregene accuse Al-Altan de l'avoir empoisonné en guise de représailles.
Contrairement à Ibaqa Beki, Al-Altan n’est jamais lavée de tout soupçon. Ayant survécu à la régence de Töregene entre 1241 et 1246, elle est probablement présente lorsque son neveu Güyük Khan, fils d'Ögedei et de Töregene, est couronné cette dernière année. Après son couronnement, elle est jugée et exécutée ; tous les détails sont fortement occultés en raison du tabou entourant le meurtre d'un membre de la famille royale. Un lapsus involontaire dans une chronique médiévale révèle accidentellement que son bourreau est Eljigidei, ce qui soulève des questions sur son exonération décisive d'Ibaqa Beki cinq ans plus tôt. En échange de cet acte tabou, Güyük récompense Eljigidei avec un poste militaire de haut rang en Asie occidentale, loin de tous les ennemis qu'il s'était faits en tuant Al-Altan.

## Postérité
En 1251, Möngke Khan monte sur le trône dans le cadre de la révolution toluide, au cours de laquelle la famille du plus jeune fils de Gengis, Tolui, prend le pouvoir aux descendants d'Ögedei. La faction de Möngke avance de nombreux arguments selon lesquels la maison d'Ögedei avait contrevenu à la loi et aux coutumes mongoles et est donc inapte à gouverner : la plus provocatrice de ces allégations est qu'ils avaient illégalement exécuté Al-Altan, la fille préférée de Gengis, sans consulter la famille au sens large,. Lors des purges ordonnées par Möngke, il fait d'Eljigidei une cible accusée de meurtre impérial. Il est attrapé près d'Herat et exécuté, prétendument bouilli vivant sur ordre de Batu,.

## Sources
En raison du caractère tabou de sa mort et de la possibilité que les Ögedeyids aient interféré illégalement dans l'administration ouïghoure, de nombreux aspects de la vie d'Al-Altan sont censurés dans les chroniques officielles. Par exemple, un passage de l'Histoire secrète des Mongols, est supprimé du texte, probablement pour occulter l'injustice des actions des Ögedeyids qui empiètent sur le territoire ouïghour. Les sources persanes telles que le Jami al-tawarikh, de Rashid al-Din, vont plus loin en niant qu'elle ait épousé Barchuk ; elles fournissent au contraire des déclarations contradictoires qui repoussent les limites de la crédibilité. Il est peu probable qu'elle ait épousé son grand-oncle, puis un Ouïghour, car une telle épouse se remarierait presque certainement au sein de la famille de son premier mari. Dans d'autres endroits, les sources persanes affirment que Barchuk et Al-Altan sont fiancés, mais qu'ils ne se sont pas mariés avant la mort de Gengis parce que Barchuk avait une épouse favorite - Broadbridge note que les Mongols auraient été profondément insultés si c'était le cas. Rashid al-Din dit ensuite qu'Al-Altan est mort alors qu'il voyage pour épouser Barchuk pendant le règne d'Ögedei, mais se contredit plus tard en révélant involontairement qu'Eljigidei l'a tuée. Ces diverses contradictions et invraisemblances rendent les récits persans très peu probables.